# سوئیس‌کش
سوئیس‌کَش (به انگلیسی: Swiss Mutual Fund یا Swisscash) نام یک شرکت اینترنتی سرمایه‌گذاری است که از ترفند پونزی و طرح هرمی برای جذب سرمایه استفاده می‌کند.
سرمایه‌گذاران این شرکت بیشتر از اهالی مالزی و همچنین ایران هستند. این شرکت در ایران فعالیت و حضور گسترده‌ای دارد.
سوئیس‌کش سرمایه‌گذاری‌هایی از هزار دلار به بالا را می‌پذیرد. سرمایه‌گذار، ماهانه ۲۵۰ دلار بابت هزار دلار سرمایه خود دریافت می‌کند. به ازای هر سرمایه‌گذار جدیدی نیز که از سوی سرمایه‌گذار اول به سوئیس‌کش معرفی شود ۱۰۰ دلار به سرمایه‌گذار اول پرداخت می‌شود. شبکه هرمی بر همین اصل تشکیل می‌شود. تمام پول‌هایی که شرکت مربوطه به سرمایه‌گذاران می‌پردازد از پول سرمایه‌گذاران جدید تأمین می‌شود.
شرکت سوئیس‌کش خود را مرتبط با شرکت قدیمی سوئیس میوچوآل فاند (Swiss Mutual Fund) معرفی می‌کند.
دولت سوئیس وجود چنین شرکتی را رد می‌کند و ارتباط سوئیس‌کش و شرکتی به نام سوئیس میوچوآل فاند که در جمهوری دومینیکا ثبت شده نیز جای اثبات دارد.
با اینکه نام سوئیس در نام شرکت سوئیس میوچوآل فاند درج شده ولی این شرکت ارتباطی با سوئیس ندارد و تمامی پرسنل آن از اهالی کشور جزیره‌ای دومینیکا در دریای کارائیب هستند.

## در ایران
در سال ۱۳۸۶ خورشیدی ۱۶۰ نفر از عوامل اصلی و فعالان سوئیس‌کش و شرکت‌های مشابه  دستگیر شدند.

## هشدارها
بانک مرکزی مالزی، به سرمایه‌گذاران نسبت به سرمایه‌گذاری در سوئیس‌کش هشدار داده است.
بانک ناگارا مالزی نیز نسبت به سرمایه‌گذاری در سوئیس‌کش هشدار داده‌است.